# Megaselia posticata
Megaselia posticata is een vliegensoort uit de familie van de bochelvliegen (Phoridae). De wetenschappelijke naam van de soort werd voor het eerst geldig gepubliceerd in 1898 door Gabriel Strobl.